# Ken Muggleston
Kenneth „Ken“ Muggleston (* 24. April 1930 in Sydney, Australien; † 2021) war ein australischer Artdirector und Szenenbildner, der einen Oscar für das beste Szenenbild gewann.

## Leben
Muggleston, der in drei Filmen wie Papillon (1973) Nebenrollen spielte, begann seine Laufbahn als Artdirector und Szenenbildner in der Filmwirtschaft 1954 bei dem Film Long John Silver und wirkte bis 1994 an der Herstellung von rund zwanzig Filmen mit.
Bei der Oscarverleihung 1969 gewann er zusammen mit John Box, Terence Marsh und Vernon Dixon seinen ersten von drei Oscar für das beste Szenenbild für Oliver (1968), einem nach dem Roman Oliver Twist von Charles Dickens von Carol Reed mit Mark Lester, Jack Wild und Ron Moody verfilmten Musical.

## Filmografie (Auswahl)
- 1954: Long John Silver
- 1967: Der Widerspenstigen Zähmung
- 1968: Oliver
- 1970: Die Gräfin und ihr Oberst (The Adventures of Gerard)
- 1970: Waterloo
- 1972: Pasolinis tolldreiste Geschichten (I racconti di Canterbury)
- 1982: 1915 (Fernsehserie)
- 1983: Die Wildente (The Wild Duck)
- 1993: This Won’t Hurt a Bit
- 1993: Das Piano
- 1994: Der Besuch aus England (Country Life)

## Auszeichnungen
- 1969: Oscar für das beste Szenenbild